# Pinguicula heterophylla
Pinguicula heterophylla este o specie de plante carnivore din genul Pinguicula, familia Lentibulariaceae, ordinul Lamiales, descrisă de George Bentham. Conform Catalogue of Life specia Pinguicula heterophylla nu are subspecii cunoscute.